# 2010. évi téli olimpiai játékok
A 2010. évi téli olimpiai játékok, hivatalos nevén a XXI. téli olimpiai játékok egy több sportot magába foglaló nemzetközi sportesemény volt, melyet 2010. február 12. és február 28. között rendeztek a kanadai Vancouverben és a közelében található Whistlerben. A 2010. évi téli paralimpiai játékokat március 12. és március 21. között rendezték meg. Mindkét sporteseményt a Vancouveri Szervező Bizottság (VANOC) szervezte.
A 2010-es volt a harmadik kanadai olimpia, és az első, amelyet Brit Columbiában tartottak. Ezt megelőzően az országban 1976-ban Montréalban rendeztek nyári, majd 1988-ban Calgaryban téli olimpiai játékokat. Az olimpiai játékok tradícióit követve Vancouver polgármestere, Sam Sullivan 2006-ban Torinóban átvette az olimpiai zászlót. A zászlót az olimpia nyitóünnepségéig a vancouveri városházán állították ki. A játékokat hivatalosan Michaëlle Jean, Kanada főkormányzója nyitotta meg.
Vancouver több mint félmillió lakosával Kanada harmadik legnagyobb városa. Az ország nyugati részén, a Csendes-óceán partjánál, a Georgia-szoros mentén, 2000 méternél is magasabb hegyek lábánál fekszik. Whistler a közvetlen környékén található, kiváló sípályáiról ismert tízezres település.

## A pályázat
| Pályázat        | Ország    | 1. kör | 2. kör |
| Vancouver 2010  | Kanada    | 40     | 56     |
| Pjongcsang 2010 | Dél-Korea | 51     | 53     |
| Salzburg 2010   | Ausztria  | 16     | –      |

Kanadai Olimpiai Bizottság három város közül, Vancouver, Calgary és Quebec City közül választotta ki jelöltjét. Calgary már korábban olimpiai helyszín volt, Quebec City 1995-ben veszítette el a versenyt a 2002. évi téli olimpiai játékok megrendezéséért. Az első szavazáson, 1998. november 21-én Vancouver 26, Quebec City 25, Calgary 21 szavazatot kapott. A második, egyben utolsó, 1998. december 3-ain a korábban megszavazott első két helyezett közül Vancouver került ki győztesként 40:32 szavazatarányban.
A 2002-es téli olimpia szavazási botrányát követően (mely után Quebec City 8 millió kanadai dolláros kártérítést követelt pályázatuk elveszítéséért) 1999-ben a szavazási eljárás menete teljesen megváltozott. 2002. október 24-én a NOB megalapította az Értékelő Bizottságot a korábbi botrány elkerülése végett. A 2008. évi nyári olimpiát megelőzően a szervezni kívánó országok a kandidáló olimpiai városokba invitálták a NOB tagjait, ahol körbevezették őket, és a városra jellemző ajándékokat adtak nekik.
Vancouver városa a NOB 115. ülésén 2003. július 3-án Prágában nyerte el a XXI. Téli Olimpiai játékok rendezési jogát. Az eredményt a NOB elnöke, Jacques Rogge hirdette ki. A szemlebizottság előzetesen négy várost talált alkalmasnak a rendezésre, Bern azonban visszalépett. A szavazás első fordulója után (Pjongcsang 51, Vancouver 40, Salzburg 16) – az osztrák város kiesett. A másodikban a korábban Salzburgra szavazó szinte összes NOB-tag Vancouverre voksolt. A 2000. évi nyári olimpiai játékok szavazása óta nem volt ilyen szoros az állás az olimpiai helyszínek kérdésében – itt mindössze 2 szavazat döntött. Vancouver 56:53 arányban elnyerte a rendezés jogát.

## Olimpiai fejlesztések és a felkészülés
Az Önkéntesek keresése program 2008. február 12-én indult el, melynek 25 ezer önkéntes összegyűjtése volt a célja. Az eseményre az első jegyek 2008. október 3-tól vásárolhatók. 2009. február 12-én elkezdődött az egyéves visszaszámlálás a játékokig. Ekkor mutatták be az olimpiai fáklyát és az egyenruhát is és Jacques Rogge rövid beszédet tartott, melyben meghívta a téli sportok iránt érdeklődőket a 2010-es 21. téli olimpiai játékokra.

### Helyszínek
| Létesítmény              | Körzet           | Város                      | Távolság Vancouvertől (Kilométer) | Sportág                                 |
| ------------------------ | ---------------- | -------------------------- | --------------------------------- | --------------------------------------- |
| BC Place Stadion         | Nagy-Vancouver   | Vancouver                  | 2                                 | Megnyitó és záró ünnepség               |
| Canada Hockey Place      | Nagy-Vancouver   | Vancouver                  | 2                                 | Jégkorong                               |
| Pacific Coliseum         | Nagy-Vancouver   | Vancouver                  | 6                                 | Rövidpályás gyorskorcsolya, Műkorcsolya |
| Hillcrest Park           | Nagy-Vancouver   | Vancouver                  | 4                                 | Curling                                 |
| UBC Winter Sports Centre | Nagy-Vancouver   | University Endowment Lands | 12                                | Jégkorong                               |
| Richmond Olympic Oval    | Nagy-Vancouver   | Richmond                   | 15                                | Gyorskorcsolya                          |
| Cypress-hegység          | Nagy-Vancouver   | West-Wancouver             | 30                                | Hódeszka, Síakrobatika                  |
| Whistler Blackcomb       | Whistler-hegység | Whistler                   | 120                               | Alpesisí                                |
| Whistler Olympic Park    | Whistler-hegység | Whistler                   | 120                               | Biatlon, Sífutás, Síugrás               |
| Whistler Sliding Centre  | Whistler-hegység | Whistler                   | 120                               | Bob, Szánkó, Szkeleton                  |

## Kabalafigurák
A három kabalafigurája volt az olimpiának, Quatchi, Miga és Sumi.

## Versenyszámok
A vancouveri játékokon tizenöt sportágban illetve szakágban negyvenöt férfi, harmincnyolc női és három vegyes versenyszámban osztanak érmeket. Ezek eloszlásáról ad tájékoztatást az alábbi táblázat.
| Sportág / Szakág           | Versenyszámok száma | Versenyszámok száma | Versenyszámok száma | Versenyszámok száma |
| Sportág / Szakág           | Férfi               | Női                 | Vegyes              | Összes              |
| -------------------------- | ------------------- | ------------------- | ------------------- | ------------------- |
| Alpesisí                   | 5                   | 5                   | 0                   | 10                  |
| Biatlon                    | 5                   | 5                   | 0                   | 10                  |
| Bob                        | 2                   | 1                   | 0                   | 3                   |
| Curling                    | 1                   | 1                   | 0                   | 2                   |
| Északi összetett           | 3                   | 0                   | 0                   | 3                   |
| Gyorskorcsolya             | 6                   | 6                   | 0                   | 12                  |
| Jégkorong                  | 1                   | 1                   | 0                   | 2                   |
| Műkorcsolya                | 1                   | 1                   | 2                   | 4                   |
| Rövidpályás gyorskorcsolya | 4                   | 4                   | 0                   | 8                   |
| Síakrobatika               | 3                   | 3                   | 0                   | 6                   |
| Sífutás                    | 6                   | 6                   | 0                   | 12                  |
| Síugrás                    | 3                   | 0                   | 0                   | 3                   |
| Snowboard                  | 3                   | 3                   | 0                   | 6                   |
| Szánkó                     | 1                   | 1                   | 1                   | 3                   |
| Szkeleton                  | 1                   | 1                   | 0                   | 2                   |
| Összesen                   | 45                  | 38                  | 3                   | 86                  |

### Versenynaptár
| ● | Megnyitó ünnepség | ● | Versenynap | ● | Döntő(k) | ● | Gálaelőadás | ● | Záró ünnepség |

| Február                    | 12 | 13 | 14 | 15 | 16 | 17 | 18 | 19 | 20 | 21 | 22 | 23 | 24 | 25 | 26 | 27 | 28 | Össz. |
| -------------------------- | -- | -- | -- | -- | -- | -- | -- | -- | -- | -- | -- | -- | -- | -- | -- | -- | -- | ----- |
| Ünnepségek                 | ●  |    |    |    |    |    |    |    |    |    |    |    |    |    |    |    | ●  |       |
| Alpesisí                   |    |    |    | 1  |    | 1  | 1  | 1  | 1  | 1  |    | 1  | 1  |    | 1  | 1  |    | 10    |
| Biatlon                    |    | 1  | 1  |    | 2  |    | 2  |    |    | 2  |    | 1  |    |    | 1  |    |    | 10    |
| Bob                        |    |    |    |    |    |    |    |    |    | 1  |    |    | 1  |    |    | 1  |    | 3     |
| Curling                    |    |    |    |    |    |    |    |    |    |    |    |    |    |    | 1  | 1  |    | 2     |
| Északi összetett           |    |    | 1  |    |    |    |    |    |    |    |    | 1  |    | 1  |    |    |    | 3     |
| Gyorskorcsolya             |    | 1  | 1  | 1  | 1  | 1  | 1  |    | 1  | 1  |    | 1  | 1  |    |    | 2  |    | 12    |
| Jégkorong                  |    |    |    |    |    |    |    |    |    |    |    |    |    | 1  |    |    | 1  | 2     |
| Műkorcsolya                |    |    |    | 1  |    |    | 1  |    |    |    | 1  |    |    | 1  |    |    |    | 4     |
| Rövidpályás gyorskorcsolya |    | 1  |    |    |    | 1  |    |    | 2  |    |    |    | 1  |    | 3  |    |    | 8     |
| Síakrobatika               |    | 1  | 1  |    |    |    |    |    |    | 1  |    | 1  | 1  | 1  |    |    |    | 6     |
| Sífutás                    |    |    |    | 2  |    | 2  |    | 1  | 1  |    | 2  |    | 1  | 1  |    | 1  | 1  | 12    |
| Síugrás                    |    | 1  |    |    |    |    |    |    | 1  |    | 1  |    |    |    |    |    |    | 3     |
| Snowboard                  |    |    |    | 1  | 1  | 1  | 1  |    |    |    |    |    |    |    | 1  | 1  |    | 6     |
| Szánkó                     |    |    | 1  |    | 1  | 1  |    |    |    |    |    |    |    |    |    |    |    | 3     |
| Szkeleton                  |    |    |    |    |    |    |    | 2  |    |    |    |    |    |    |    |    |    | 2     |
| Döntők száma               |    | 5  | 5  | 6  | 5  | 7  | 6  | 4  | 6  | 6  | 4  | 5  | 6  | 5  | 7  | 7  | 2  | 86    |
| Február                    | 12 | 13 | 14 | 15 | 16 | 17 | 18 | 19 | 20 | 21 | 22 | 23 | 24 | 25 | 26 | 27 | 28 |       |

## Részt vevő Nemzeti Olimpiai Bizottságok
Az alábbi nemzetek olimpiai csapatai küldtek sportolókat a játékokra.
Hét ország első alkalommal vesz részt a téli olimpiai játékokon, ezek vastagítással kiemeltek. Zárójelben az adott nemzeti csapatban induló sportolók létszáma.
- Albánia (ALB) (1 – 1 férfi)
- Algéria (ALG) (1 – 1 férfi)
- Egyesült Államok (USA) (212 – 120 férfi, 92 nő)
- Andorra (AND) (6 – 4 férfi, 2 nő)
- Argentína (ARG) (7 – 4 férfi, 3 nő)
- Ausztrália (AUS) (40 – 20 férfi, 20 nő)
- Ausztria (AUT) (75 – 49 férfi, 26 nő)
- Azerbajdzsán (AZE) (2 – 1 férfi, 1 nő)
- Belgium (BEL) (8 – 4 férfi, 4 nő)
- Bermuda (BER) (1 – 1 férfi)
- Bosznia-Hercegovina (BIH) (5 – 2 férfi, 3 nő)
- Brazília (BRA) (5 – 2 férfi, 3 nő)
- Bulgária (BUL) (19 – 12 férfi, 7 nő)
- Chile (CHI) (3 – 2 férfi, 1 nő)
- Ciprus (CYP) (2 – 1 férfi, 1 nő)
- Csehország (CZE) (90 – 68 férfi, 22 nő)
- Dánia (DEN) (17 – 9 férfi, 8 nő)
- Dél-afrikai Köztársaság (RSA) (2 – 2 férfi)
- Dél-Korea (KOR) (45 – 27 férfi, 18 nő)
- Etiópia (ETH) (1 – 1 férfi)
- Észak-Korea (PRK) (2 – 1 férfi, 1 nő)
- Észtország (EST) (30 – 18 férfi, 12 nő)
- Fehéroroszország (BLR) (47 – 33 férfi, 14 nő)
- Finnország (FIN) (83 – 50 férfi, 33 nő)
- Franciaország (FRA) (104 – 67 férfi, 37 nő)
- Ghána (GHA) (1 – 1 férfi)
- Grúzia (GEO) (6 – 3 férfi, 3 nő)
- Görögország (GRE) (7 – 4 férfi, 3 nő)
- Hollandia (NED) (32 – 15 férfi, 17 nő)
- Hongkong (HKG) (1 – 1 nő)
- Horvátország (CRO) (19 – 12 férfi, 7 nő)
- India (IND) (3 – 3 férfi)
- Irán (IRI) (4 – 3 férfi, 1 nő)
- Írország (IRL) (6 – 3 férfi, 3 nő)
- Izland (ISL) (4 – 3 férfi, 1 nő)
- Izrael (ISR) (3 – 2 férfi, 1 nő)
- Jamaica (JAM) (1 – 1 férfi)
- Japán (JPN) (91 – 48 férfi, 43 nő)
- Kajmán-szigetek (CAY) (1 – 1 férfi)
- Kanada (CAN) (201 – 113 férfi, 88 nő)
- Kazahsztán (KAZ) (37 – 21 férfi, 16 nő)
- Kína (CHN) (86 – 30 férfi, 56 nő)
- Kirgizisztán (KGZ) (2 – 1 férfi, 1 nő)
- Kolumbia (COL) (1 – 1 nő)
- Lengyelország (POL) (46 – 26 férfi, 20 nő)
- Lettország (LAT) (53 – 44 férfi, 9 nő)
- Libanon (LIB) (3 – 1 férfi, 2 nő)
- Liechtenstein (LIE) (4 – 3 férfi, 1 nő)
- Litvánia (LTU) (6 – 4 férfi, 2 nő)
- Macedónia (MKD) (3 – 2 férfi, 1 nő)
- Magyarország (HUN) (15 – 6 férfi, 9 nő)
- Marokkó (MAR) (1 – 1 férfi)
- Mexikó (MEX) (1 – 1 férfi)
- Moldova (MDA) (7 – 5 férfi, 2 nő)
- Monaco (MON) (3 – 2 férfi, 1 nő)
- Mongólia (MGL) (2 – 1 férfi, 1 nő)
- Montenegró (MNE) (1 – 1 férfi)
- Nagy-Britannia (GBR) (52 – 28 férfi, 24 nő)
- Németország (GER) (149 – 93 férfi, 56 nő)
- Nepál (NEP) (1 – 1 férfi)
- Norvégia (NOR) (95 – 70 férfi, 25 nő)
- Pakisztán (PAK) (1 – 1 férfi)
- Peru (PER) (3 – 2 férfi, 1 nő)
- Portugália (POR) (1 – 1 férfi)
- Románia (ROU) (28 – 14 férfi, 14 nő)
- Olaszország (ITA) (109 – 69 férfi, 40 nő)
- Oroszország (RUS) (175 – 94 férfi, 81 nő)
- Örményország (ARM) (4 – 2 férfi, 2 nő)
- San Marino (SMR) (1 – 1 férfi)
- Spanyolország (ESP) (18 – 10 férfi, 8 nő)
- Svájc (SUI) (134 – 78 férfi, 56 nő)
- Svédország (SWE) (101 – 57 férfi, 44 nő)
- Szenegál (SEN) (1 – 1 férfi)
- Szerbia (SRB) (10 – 6 férfi, 4 nő)
- Szlovákia (SVK) (68 – 38 férfi, 30 nő)
- Szlovénia (SLO) (47 – 30 férfi, 17 nő)
- Tádzsikisztán (TJK) (1 – 1 férfi)
- Tajvan (TPE) (1 – 1 férfi)
- Törökország (TUR) (5 – 2 férfi, 3 nő)
- Új-Zéland (NZL) (16 – 9 férfi, 7 nő)
- Ukrajna (UKR) (45 – 24 férfi, 21 nő)
- Üzbegisztán (UZB) (3 – 1 férfi, 2 nő)

## Éremtáblázat
Jelmagyarázat:
| Kanada (rendező nemzet) |

Sorrend: Aranyérmek száma, Ezüstérmek száma, Bronzérmek száma, Nemzetnév
| A 2010. évi téli olimpiai játékok éremtáblázatának első tíz helyezettje | A 2010. évi téli olimpiai játékok éremtáblázatának első tíz helyezettje | A 2010. évi téli olimpiai játékok éremtáblázatának első tíz helyezettje | A 2010. évi téli olimpiai játékok éremtáblázatának első tíz helyezettje | A 2010. évi téli olimpiai játékok éremtáblázatának első tíz helyezettje | Olimpia  |
| ----------------------------------------------------------------------- | ----------------------------------------------------------------------- | ----------------------------------------------------------------------- | ----------------------------------------------------------------------- | ----------------------------------------------------------------------- | -------- |
|                                                                         | Ország                                                                  | Arany                                                                   | Ezüst                                                                   | Bronz                                                                   | Összesen |
| 1.                                                                      | Kanada (CAN)                                                            | 14                                                                      | 7                                                                       | 5                                                                       | 26       |
| 2.                                                                      | Németország (GER)                                                       | 10                                                                      | 13                                                                      | 7                                                                       | 30       |
| 3.                                                                      | Egyesült Államok (USA)                                                  | 9                                                                       | 15                                                                      | 13                                                                      | 37       |
| 4.                                                                      | Norvégia (NOR)                                                          | 9                                                                       | 8                                                                       | 6                                                                       | 23       |
| 5.                                                                      | Dél-Korea (KOR)                                                         | 6                                                                       | 6                                                                       | 2                                                                       | 14       |
| 6.                                                                      | Svájc (SUI)                                                             | 6                                                                       | 0                                                                       | 3                                                                       | 9        |
| 7.                                                                      | Kína (CHN)                                                              | 5                                                                       | 2                                                                       | 4                                                                       | 11       |
| 8.                                                                      | Svédország (SWE)                                                        | 5                                                                       | 2                                                                       | 4                                                                       | 11       |
| 9.                                                                      | Ausztria (AUT)                                                          | 4                                                                       | 6                                                                       | 6                                                                       | 16       |
| 10.                                                                     | Hollandia (NED)                                                         | 4                                                                       | 1                                                                       | 3                                                                       | 8        |

- A férfi biatlon 20 km-es egyéni indítású versenyében holtverseny miatt két ezüstérmet osztottak ki.

Forrás: Vancouver 2010 éremtáblázat